# Вперёд, путешественник
«Вперёд, путешественник» (англ. Now, Voyager) — художественный фильм американского режиссёра Ирвинга Рэппера, рассказывающий историю обретения независимости и любви девушки из богатого бостонского семейства. Лента вышла на экраны в США в октябре 1942 года. Экранизация одноимённого романа Олив Хиггинс Прути с Бетт Дейвис и Полом Хенрейдом в главных ролях. Картина получила премию «Оскар» за лучшую музыку к фильму, а также номинации за лучшую женскую роль (Бетт Дейвис) и лучшую женскую роль второго плана (Глэдис Купер). В 2007 году лента была включена в Национальный реестр фильмов.

Название фильма является прямой цитатой стихотворения «Невысказанное желание» американского поэта Уолта Уитмена: 
Невысказанное желание, не удовлетворенное ни жизнью, ни землёй.
Вперед, путешественник, плыви: кто ищет, тот найдёт

## Сюжет
Шарлотта Вэйл — одинокая, забитая своей излишне суровой матерью, старая дева. Она живёт на грани нервного срыва, окружённая сплошными запретами. Однажды её невестка Лиза представляет ей известного психиатра доктора Жакуита. Он выводит Шарлоту из-под гнёта матери, помещая её сначала под свой присмотр в санаторий, а затем с помощью Лизы отправляет её в долгий круиз по Латинской Америке.
Путешествуя до поры под чужим именем, Шарлотта, хотя и значительно изменилась во внешности, чурается общества и почти не выходит из каюты. Но на одной из стоянок она делит автомобиль с Джеремайей Дюво Дюррансом («Джерри»), которому удаётся немного расшевелить девушку. Они начинают проводить всё больше времени вместе. Однако Джерри женат, его супруга манипулирует им в своих целях, в браке его удерживает лишь младшая дочь — тихая девочка, которую мать держит под строгим контролем. В Рио-де-Жанейро автомобиль, в котором ехали Шарлотта и Джерри, попадает в аварию. Они вынуждены остаться на ночь на горе Пан-ди-Асукар, и из-за этого опаздывают на корабль. Джерри признаётся Шарлотте в любви и просит её не спешить с отъездом — если она улетит самолётом через пять дней, она как раз успеет на свой корабль в Буэнос-Айресе. Влюблённые проводят вместе несколько дней, после чего решают, что им будет лучше больше никогда не встречаться.
Когда Шарлотта возвращается в дом к деспотичной матери, лишь любовь и воспоминания о Джерри помогают ей продолжать жить свободной жизнью и не вернуться к прежней. Шарлотта становится всё более популярной в местном обществе, где раньше не бывала, у неё появляются поклонники, но она не может забыть Джерри. Вновь о нём ей напоминает встреча с его дочерью Тиной, которая приехала в санаторий доктора Жакуита. Шарлотте кажется, что она нашла своё предназначение, а также шанс быть ближе к Джерри. Доктор Жакуит объясняет Шарлотте, что её отношения с отцом девочки могут плохо отразиться на Тине. Шарлотта и Джерри понимают, что, несмотря на большую любовь друг к другу, пока им не суждено быть вместе.

## Актёрский состав
- Бетт Дейвис — Шарлотта Вэйл
- Пол Хенрейд — Джеремайя Дюво «Джерри» Дюрранс
- Клод Рейнс — доктор Жакуит
- Глэдис Купер — миссис Уиндл Вэйл
- Бонита Гренвилл — Джун Вэйл
- Илка Чейз — Лиза Вэйл
- Джон Лодер — Эллиот Ливингстон
- Ли Патрик — Деб Макинтайр
- Джеймс Ренни — Фрэнк Макинтайр
- Фрэнклин Пэнгборн — доктор Томпсон
- Катарина Александр — мисс Траск
- Мэри Уикс — сиделка Дора Пикфорд
- Дженис Уилсон — Кристина «Тина» Дюрранс[4]

## Комментарии
1. ↑  The untold want by life and land ne'er granted,

Now, voyager, sail thou forth, to seek and find.